# Kenilworth (Południowa Afryka)
Kenilworth - to przedmieście Johannesburga miasta w Republice Południowej Afryki. Przedmieście ulokowane jest w regionie 9.